# Argyrodes fissifrontellus
Argyrodes fissifrontellus är en spindelart som beskrevs av Michael Ilmari Saaristo 1978. Argyrodes fissifrontellus ingår i släktet Argyrodes och familjen klotspindlar.
Artens utbredningsområde är Seychellerna. Inga underarter finns listade i Catalogue of Life.